# Jean-Gabriel Charvet
Pour les articles homonymes, voir Charvet.
Jean-Gabriel Charvet, né en 1750 à Serrières (Ardèche) et mort en 1829, est un peintre et dessinateur et français. Il fut élève de Donat Nonnotte à l'école de dessin de Lyon. 

## Biographie
En 1773, Charvet voyage en Guadeloupe pour le travail et reste 4 ans sur place où il réalise des œuvres sur la faune et la flore locale. Il réalise par la suite notamment Les Sauvages de la mer du Pacifique, un papier peint panoramique composée de 20 panneaux dans un style néoclassique décrivant les explorations du capitaine James Cook. Il est édité en 1804 par la société Joseph Dufour et Cie.
L'œuvre fut exposée à Paris à l'exposition des produits de l'industrie française in 1806. 
Fin 2015, ont été retrouvés à Viviers (Ardèche) des papiers-peints dessinés par cet artiste. Cette série de papiers-peints panoramiques réalisés en grisaille par la manufacture parisienne de Joseph Dufour représentent des "Vues d'Italie". Ils ornaient à l'origine la Maison des Chevaliers (Maison Noël Albert) dont ils avaient été déposés en 1945 dans la crainte des bombardements. En 1947, un devis fut établi en vue de leur restauration. La restauration n’eut lieu qu’en 1987. Revenus à Viviers en 1996, ils y ont été "oubliés" jusqu'en 2015. Une partie des panneaux a été reproduite et est actuellement exposée dans une dépendance de la Maison des Chevaliers.
Charvet meurt à Tournon-sur-Rhône le 16 janvier 1829.

## Sources
- Les Sauvages de la mer du Pacifique : un papier peint panoramique de Joseph Dufour, 1804 - 2009 : Musée de Mâcon -  (ISBN 2-901400-39-6)
- Georgette Pastiaux-Thiriat : Joseph Dufour à Mâcon, Les débuts d’une carrière prestigieuse - présentation du 18 novembre 2011, version en ligne « http://www.academiedemacon.fr/Pastiaux@.pdf »(Archive.org • Wikiwix • Archive.is • Google • Que faire ?)
- Jean Roquebrun (sous la direction de Dominique Buis, Marie-Jo Volle, Nathalie Garel), Jean-Gabriel Charvet : in Peindre l'Ardèche, Peindre en Ardèche - de la préhistoire au XXe siècle, Privas, Mémoire d'Ardèche et Temps Présent, 2022, chap. 2 (« Peintres du Vivarais, Peintres d'Ardèche »)
- Yvonne Leclère (sous la direction de Dominique Buis, Marie-Jo Volle, Nathalie Garel), Les papiers peints de Jean-Gabriel Charvet dans la Maison des Chevaliers à Viviers : in Peindre l'Ardèche, Peindre en Ardèche - de la préhistoire au XXe siècle, Privas, Mémoire d'Ardèche et Temps Présent, 2022, chap. 2 (« Peintres du Vivarais, Peintres d'Ardèche »)